# 400 Mawozo
Le gang des 400 Mawozo est le plus grand gang d'Haïti, principalement basé à Ganthier et dans les banlieues de Port-au-Prince, Tabarre et Pétion-Ville. Il est composé en grande partie de déportés, d'anciens dirigeants de groupes d'opposition, d'anciens passeurs et de policiers. En 2022, il s'est aligné sur le « G-Pep » après l'extradition de son leader vers les États-Unis. Il a attiré l’attention de la communauté internationale en octobre 2021 lorsqu’il a kidnappé des citoyens américains agissant comme missionnaires à Port-au-Prince, en Haïti,.

## Histoire

### Kidnappings
Le 13 mars 2024, le youtuber YourFellowArab (en) spécialisée dans la tournée des lieux dangereux, est kidnappé alors qu'il allait interviewer Jimmy Chérizier. Les membres du gang des 400 Mawozo ont exigé une rançon de 600 000 dollars pour sa libération. Le Département d'État américain a confirmé qu'un citoyen américain avait été kidnappé. YourFellowArab (en) a été libéré indemne plus tard dans le mois.

### Guerre des gangs 2022
En avril-mai 2022, des affrontements entre les gangs rivaux, 400 Mawozo et Chen Mechan, ont eu lieu dans la plaine du Cul-de-Sac. 
En décembre 2023, Joseph Wilson et trois autres chefs de gangs, dont Vitel'Homme Innocent, font l'objet de sanctions de l'ONU et des États Unis.
Le 1er février 2024, Joly Germine, le « roi » autoproclamé du gang des 400 Mawozo, a plaidé coupable devant un tribunal fédéral américain pour trafic d'armes tels que (des AK-47, des AR-15, un fusil à carabine M4, un fusil M1A et un fusil de calibre .50, décrits par l'ATF comme une arme militaire), en Haïti, pilotant l'opération depuis une prison haïtienne.